# Галичина (газета)
«Галичина»  — україномовна регіональна газета, яка виходить в Івано-Франківську. Газета виходить у четвер. Перший номер вийшов 13 травня 1990.
Засновники: трудовий колектив редакції газети «Галичина»
Загальнотижневий тираж — понад 25 000.

## Передплатні індекси
Передплатні індекси у відділеннях «Укрпошти» в Івано-Франківській області.
- 61109 — четверговий випуск (т. зв. тижневик)